# Phare de Wolf Rock
Pour les articles homonymes, voir Wolf Rock.
Le phare de Wolf Rock est situé sur un îlot rocheux, 9 milles à l'est de St Mary's et 4 au sud-ouest de Land's End, dans les Cornouailles, au Royaume-Uni. Cet écueil représentait un danger constant pour la navigation, notamment parce qu'il est entouré d'eaux saines ; aussi plusieurs tentatives de le baliser eurent lieu avant qu'on y édifie un phare entre 1862 et 1870.

## Phare
Le roc fut balisé en 1795 par un mât de métal qui résista peu de temps aux assauts de l'océan. 
De 1836 à 1840 y fut construit, sous la houlette de James Walker, un cône de 4,80 mètres de haut, toujours en place de nos jours et visible sur la photo ci-contre, au pied de la tour. Les travaux s'étalèrent sur 5 ans, la houle qui déferle même par temps calme rendant les débarquements sur le roc périlleux. 
En 1861 débutèrent les travaux de construction d'une tour de granit, selon les plans de James Walker. La construction prit fin en juillet 1869 et le phare entra en service en janvier 1870.
La construction nécessita plus de 1 000 tonnes de pierre pour la base de la tour et près de 3 300 pour la tour elle-même.
À l'origine équipé d'une lampe à pétrole, le phare fut électrifié en 1955. 
En juillet 1988 le phare fut automatisé.
Ce fut le premier phare au monde à être équipé d'une plate-forme pour hélicoptères.
Le signal du phare, d'une portée de 23 milles, est un éclat blanc toutes les 15 secondes. La corne de brume associée émet un son toutes les 30 secondes en période d'activité.

### Lien connexe
- Liste des phares en Angleterre